# Jean Snella
Jean Snella   (Mengede, 9 de desembre de 1914 - Metz, 20 de novembre de 1979) fou un futbolista i entrenador de futbol francès, que va jugar com a migcampista. Va entrenar, principalment, l'AS Saint-Etienne. També va ser seleccionador de França, conjuntament amb José Arribas després de la Copa del Món de Futbol de 1966.
El 1940, va ser fet presoner de guerra a Évreux per la Wehrmacht però va aconseguir escapar-se el 1942.

## Palmarès
- Ligue 1: 1957, 1964, 1967
- Lliga suïssa de futbol: 1961, 1962
- Schweizer Cup: 1971